# Spurio Nauzio Rutilo (tribuno consolare 419 a.C.)
Spurio Nauzio Rutilo o Gaio Nauzio Rutilo (fl. V secolo a.C.) è stato un politico romano.

## Primo tribunato consolare
Nel 419 a.C. fu eletto tribuno consolare con Agrippa Menenio Lanato e Publio Lucrezio Tricipitino.
A Roma fu sventata una pericolosa rivolta degli schiavi, grazie a due delatori, ricompensati con 10.000 assi.
(Tito Livio, "Ab Urbe Condita", IV,4, 45)
Sul fronte esterno si registravano i soliti movimenti ostili degli Equi, e lo strano comportamento della città di Labico.

## Secondo tribunato consolare
Nel 416 a.C. fu eletto tribuno consolare con Quinto Fabio Vibulano Ambusto, Aulo Sempronio Atratino e Marco Papirio Mugillano.
L'anno, come il precedente, fu caratterizzato da rapporti esterni tranquilli, ed interni tesi a causa del ripresentarsi della questione agraria da parte dei tribuni della plebe.

## Consolato
Nel 411 a.C. fu eletto al consolato con Marco Papirio Atratino.
Durante l'anno Roma soffrì una carestia a causa della pestilenza dell'anno precedente, cui riuscì a porre rimedio importando grano dalla Sicilia e dalle città etrusche al di là del Tevere.
(Tito Livio, Ab Urbe condita, IV, 2, 52)

## Terzo tribunato consolare
Nel 404 a.C. fu eletto tribuno consolare per la terza volta con Gneo Cornelio Cosso, Manio Sergio Fidenate, Cesone Fabio Ambusto, Publio Cornelio Maluginense e Gaio Valerio Potito Voluso.
Roma, mentre continuava l'assedio di Veio iniziato l'anno prima, rivolse la propria attenzione ai Volsci, che furono sconfitti in una battaglia campale tra Ferentino ed Ecetra. I romani poi riuscirono a conquistare la città volsca di Artena, grazie al tradimento di uno schiavo, che indicò ai soldati un passaggio per arrivare alla rocca, dove si erano asserragliati i difensori.